# Château de Petit-Bourg
Le château de Petit-Bourg était un château d'habitation français situé à Évry en pays Hurepoix, sur la rive gauche de la Seine, dans l'actuel département de l'Essonne et l'actuelle région Île-de-France.

## Situation
Le château de Petit-Bourg était situé dans la commune d'Évry-sur-Seine dans la région d'Île-de-France.
Il était construit sur la rive gauche de la Seine à la hauteur de l'actuelle écluse à l'emplacement de l'actuel parking de la résidence du petit-bourg, face à l'actuelle allée Louise Bathilde de Bourbon, qui était alors l'allée d'honneur.

## Histoire

### André Courtin et Jean Galland
Le premier château connu sur le site, au bord du plateau dominant la Seine, en vue de la forêt de Sénart, fut commencé au début du XVIIe siècle pour André Courtin, chanoine de Notre-Dame de Paris et achevé vers 1635 pour Jean Galland.

### L'abbé de la Rivière
Vers 1650, Mgr Louis Barbier de La Rivière (†1670), évêque de Langres, le fit agrémenter de jardins dessinés par François Mansart. Jules Hardouin-Mansart y aurait travaillé vers 1662.

### Fin du XVIIe siècle: Mme de Montespan
Vers 1695, Madame de Montespan acquit le château de Petit-Bourg. Elle y fit réaliser d'importants travaux d'aménagement et aurait chargé André Le Nôtre de dessiner les jardins "à la Française", étagés en terrasses et s'y réfugia après sa disgrâce, ainsi que dans celui d'Oiron (79) acheté avec le concours financier du roi.

### 1707: Le duc d'Antin et son château princier
À sa mort en 1707, son fils le duc d'Antin, hérita du château et fit refaire les jardins, puis entre 1716 et 1722, il entreprit de le faire entièrement reconstruire par l'architecte Pierre Cailleteau dit Lassurance. Le nouveau château de Petit-Bourg fut une résidence véritablement princière, chef-d'œuvre de Lassurance. Les meilleurs décorateurs du temps y avaient travaillé. On remarquait particulièrement le cabinet en galerie de l'appartement du roi (angle du pavillon du Midi, à l'étage) et le grand salon, décoré par François-Antoine Vassé de portraits royaux et d'emblèmes ducaux.
La BNF conserve le recueil exceptionnel des aquarelles du château à son apogée, dessins de Jean Chaufourier.
Avant la reconstruction le duc d'Antin reçut à Petit-Bourg Louis XIV et, en 1717, le tsar Pierre le Grand. Louis XV et la reine Marie Leszczyńska y firent de fréquents séjours. Mme de Pompadour l'apercevait de sa terre d'Étiolles avant d'être élevée par la faveur royale, et rêvait sur cette demeure.

### Milieu du XVIIIe siècle: un nouveau château néoclassique
Après la mort du duc d'Antin, le château démeublé, subsista plusieurs années. Acquis par Marie Jacomel, veuve de Louis Chauvelin (1706-1754 ; neveu de Germain-Louis), président à mortier au parlement de Paris, il fut entièrement démoli en 1750 et remplacé par un nouvel édifice à partir de 1756 dans le goût néo-classique, œuvre de l'architecte Jean-Michel Chevotet.

### Au XIXe siècle
Lors de la Révolution, il appartenait à la duchesse de Bourbon, née Bathilde d'Orléans.
Après être passé ensuite entre plusieurs mains il fut acquis en 1827 par le banquier d'origine espagnole Alexandre Aguado, marquis de Las Marismas del Guadalquivir, qui y accueillit son ami le compositeur Gioachino Rossini; celui-ci y composa en partie son opéra Guillaume Tell, à l'été 1828. Aguado se fit élire maire d'Évry-sur-Seine en 1831. La création du chemin de fer de Paris à Corbeil vint malheureusement couper le parc en deux et le séparer de la Seine. Aguado vendit alors la propriété le 7 avril 1840 à des spéculateurs qui entreprirent de diviser le domaine.
En 1870, le château appartient à Louis Binder, qui fait démolir les deux pavillons qui flanquaient le château à ses extrémités.

### Au XXe siècle
Pendant l'été précédant la Première Guerre mondiale, le château reçu un hôte particulier, en effet, il fut loué par William Andrews Clark et sa famille.
Les Allemands occupèrent le château pendant la Seconde Guerre mondiale et l'incendièrent en 1944 lors de leur départ d'Évry, et ses ruines furent rasées. À son emplacement fut construite la résidence du « Parc de Petit-Bourg ». L'allée bordée de marronniers et de tilleuls longeant les pavillons de la résidence était l'allée d'honneur du château.

## Architecture et jardins
Le château connut trois architectures successives. La première construction datait du début du XVIIe siècle. Vers 1650, il fut agrémenté de jardins dessinés par François Mansart puis en 1662, Jules Hardouin-Mansart en modifia l'architecture. Vers 1695 André Le Nôtre y dessina des jardins à la française en terrasse.

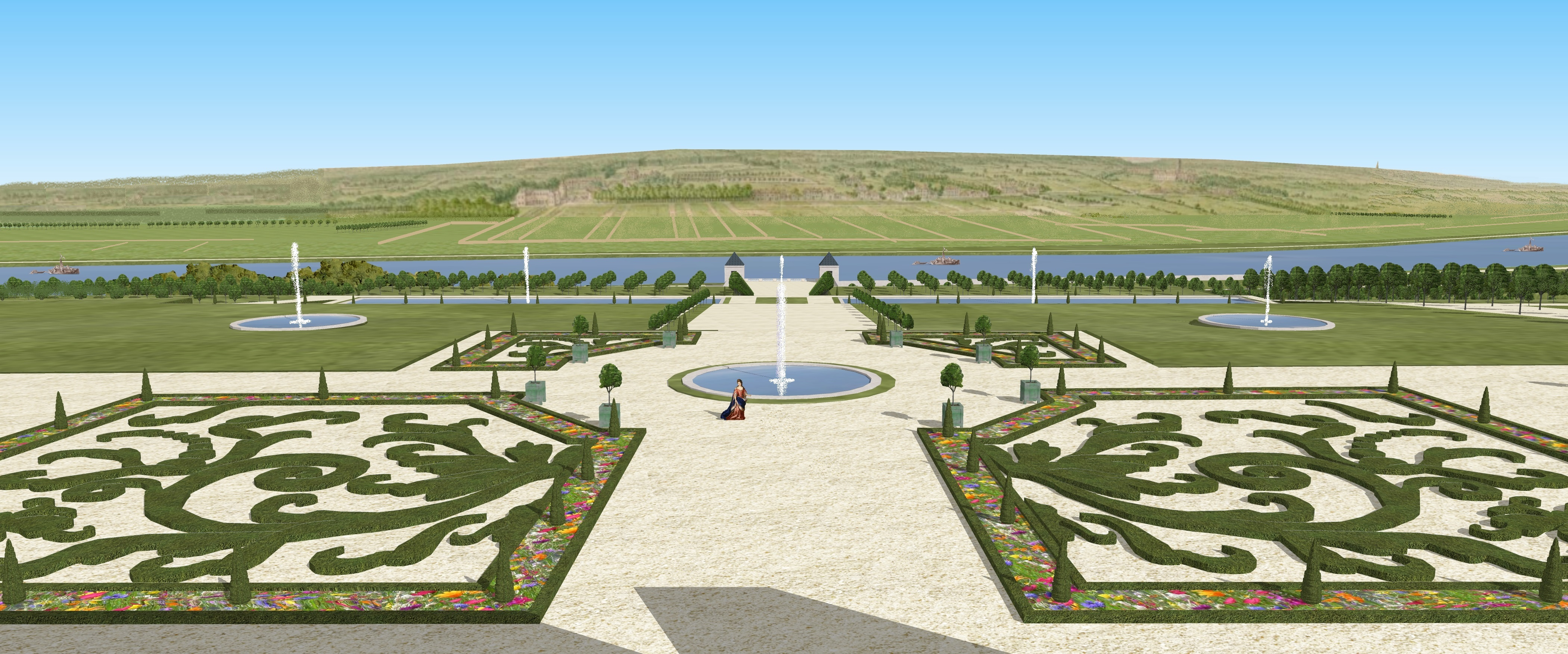
Vue restituée du jardin du château de Petit-Bourg en 1696.
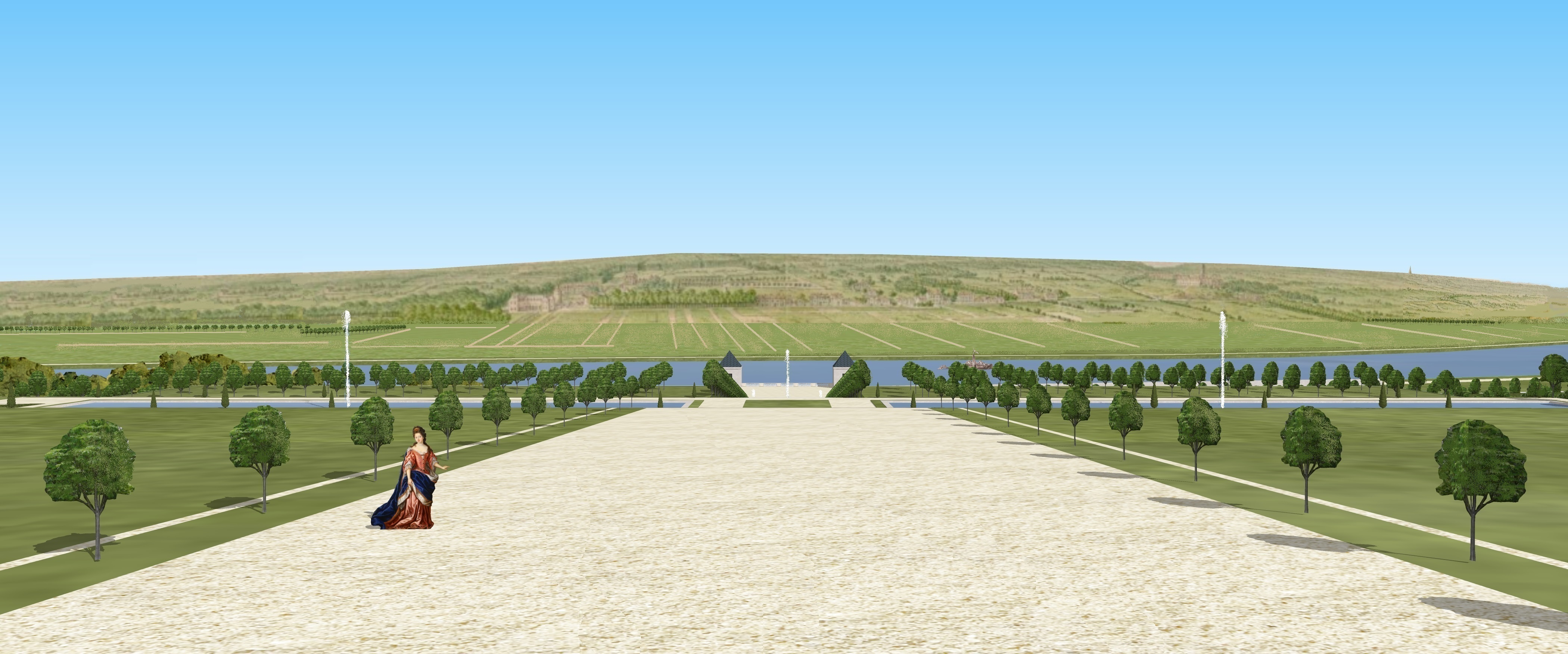
Restitution de la vue sur les jardins de Petit-Bourg, depuis le bout du parterre, 1696.
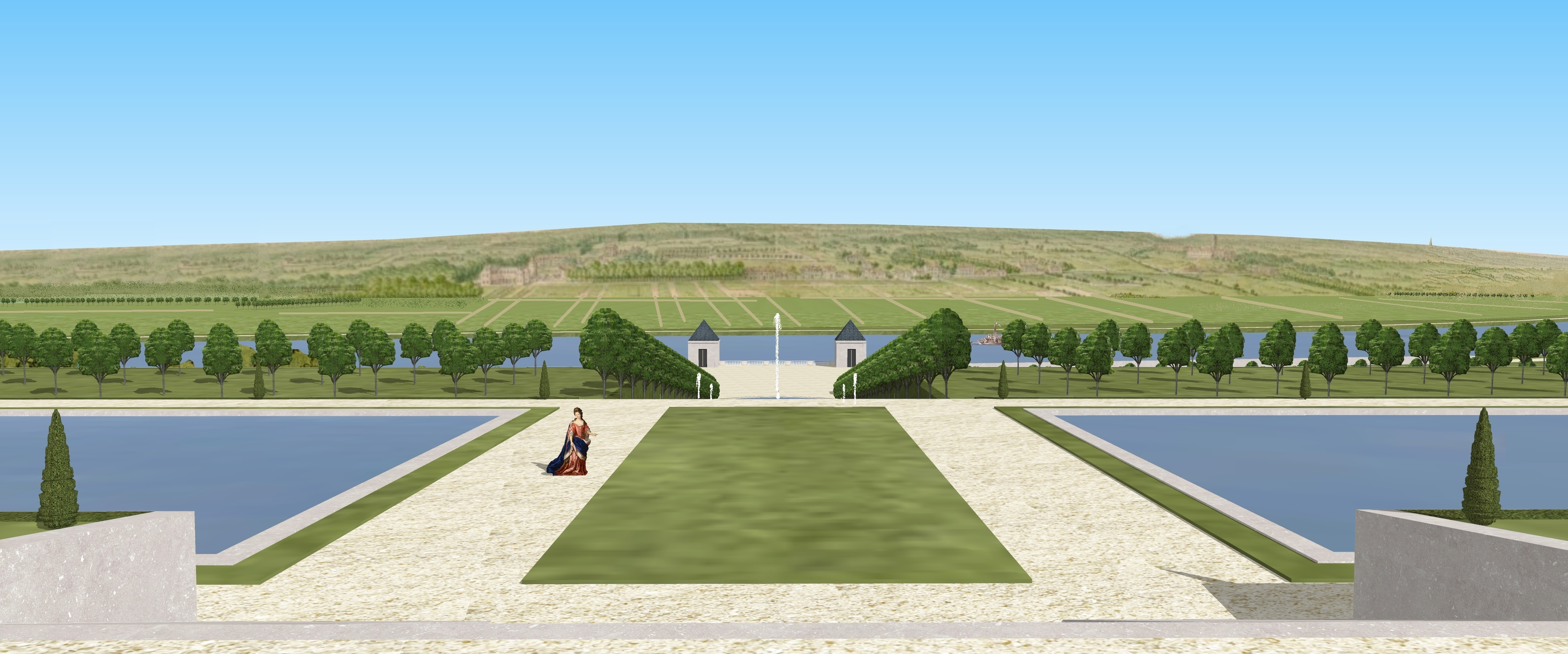
Restitution de la vue sur les jardins du château de Petit-Bourg, étant placé à l'escalier situé au-dessus des deux réservoirs, 1696.
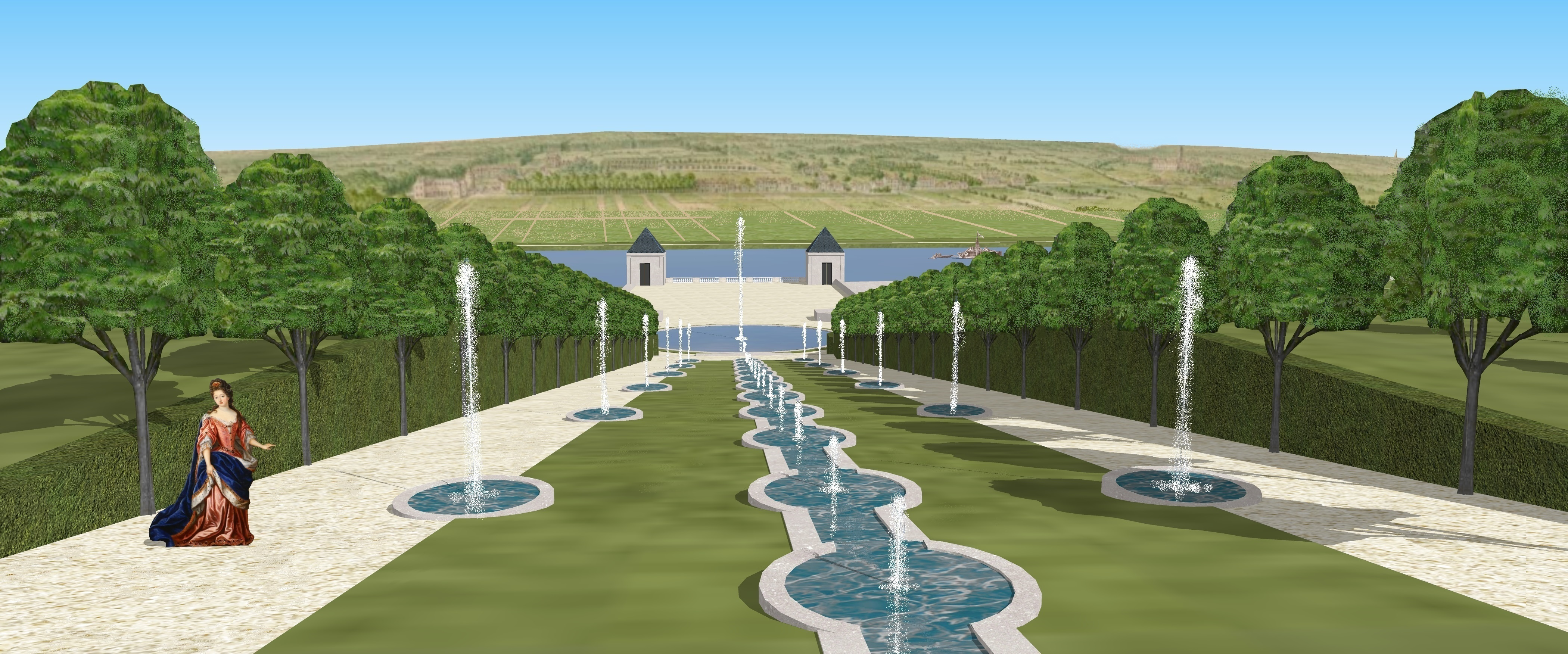
Restitution de la cascade du château de Petit-Bourg, état en 1696 (d'après le plan de la BNF)
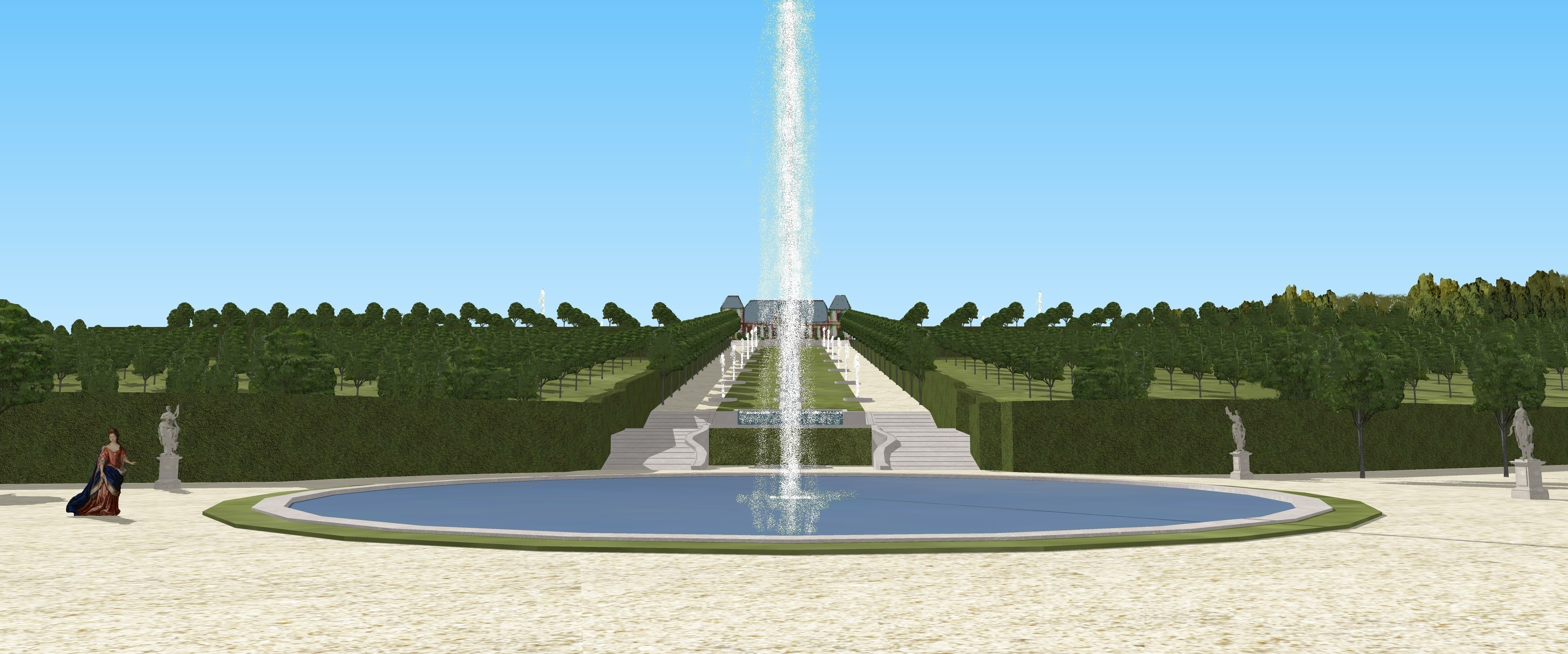
Restitution de la vue depuis le bas de la cascade du château de Petit-Bourg, en 1696.

Entre 1716 et 1722, il fut entièrement reconstruit selon les plans de Pierre Cailleteau dit Lassurance l'Aîné et en partie décoré par François-Antoine Vassé.
Il fut à nouveau détruit en 1750 et reconstruit à partir de 1756 par Jean-Michel Chevotet dans un style néoclassique.
Occupé par les Allemands durant la Seconde Guerre mondiale, il fut incendié en 1944 et rasé.

## Galerie
Illustrations Château Petit-Bourg :
Les guides touristiques ferroviaires du début du chemin de fer ont montré à plusieurs reprises le château de Petit-Bourg :
- Champin, Tuffet, Paris-Orléans, ou parcours pittoresque du chemin de fer de Paris à Orléans, publié sous les auspices de M. F. Bartholony, Paris, chez l'auteur, A Orléans, Gobineau, 1845 ; 52 vignettes de Champin et 51 lithographies par Champin & Bayot en planches hors texte. plus une carte ; 51 chapitres ; 27 x 35 cm, 208 pages ; voir lithographie chapitre 9 et vignette chapitre 23.
- Champin, Voyage de Paris à Corbeil, description historique…, 40 vignettes dessinées sur les lieux par Champin, et d’une carte itinéraire gravée par Tardieu, Paris Ernest Bourdin, éditeur, 1845 ; 12,8 x 17,4 cm, 56 pages.
- Moléri, De Paris à Orléans et à Corbeil, avec une carte du chemin de fer. Ouvrage illustré de 45 vignettes dessinées d'après nature par Champin et Thérond, Paris : L. Hachette, 1854 ; 10,7 x 17,2 cm, 118 pages plus une carte ; voir page 14.